# Senat von Alaska

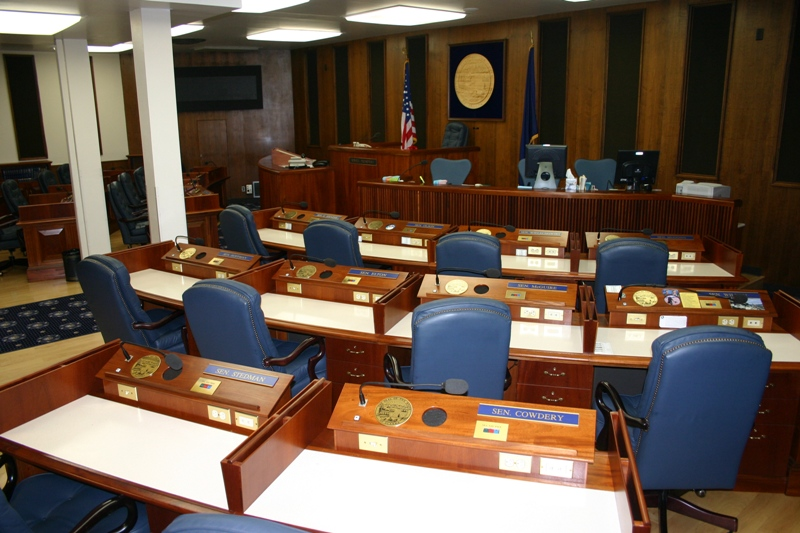
Sitzungssaal des Senats im Alaska State Capitol

Der Senat von Alaska  (Alaska State Senate) ist das Oberhaus der Alaska Legislature, der Legislative des US-Bundesstaates Alaska.
Die Parlamentskammer setzt sich aus 20 Senatoren zusammen, die jeweils einen Wahldistrikt repräsentieren. Jede dieser festgelegten Einheiten umfasst eine Zahl von durchschnittlich 31.347 Einwohner (Stand 2000). Die Senatoren werden jeweils für vierjährige Amtszeiten gewählt; eine Beschränkung der Amtszeiten existiert nicht. Mit seinen 20 Senatoren ist Alaskas Oberhaus die kleinste Staatsparlamentskammer in den Vereinigten Staaten.
Der Sitzungssaal des Senats befindet sich gemeinsam mit dem Repräsentantenhaus im Alaska State Capitol in der Hauptstadt Juneau.

## Aufgaben des Senats
Wie in den Oberhäusern anderer US-Staaten und Territorien sowie im US-Senat fallen dem Senat von Alaska im Vergleich zum Repräsentantenhaus spezielle Aufgaben zu, die über die Gesetzgebung hinausgehen. So obliegt es dem Senat, Nominierungen des Gouverneurs in dessen Kabinett, weitere Ämter der Exekutive sowie Kommissionen und Behörden zu bestätigen oder zurückzuweisen.

## Struktur der Kammer
Der Präsident des Senats ist ein gewähltes Mitglied der Parlamentskammer. Er ernennt alle Mitglieder der Senatsausschüsse und gemischten Ausschüsse. Ferner kann er bei Bedarf andere Ausschüsse und Unterausschüsse schaffen. Anders als in anderen Staaten ist der Vizegouverneur von Alaska nicht der Präsident des Senats. Stattdessen überwacht der Vizegouverneur die Alaska Division of Elections und erfüllt so hauptsächlich die Rolle eines Secretary of State. Nur zwei andere Bundesstaaten, Hawaii und Utah, haben ähnliche verfassungsmäßige Regelungen für ihren Vizegouverneur. Derzeitiger Senatspräsident ist der Republikaner Gary L. Stevens, Distrikt R (Kodiak).